# Franco Andolfo
Franco Andolfo (Este, 7 luglio 1938 – Vienna, 23 luglio 2012) è stato un cantante e compositore italiano con cittadinanza austriaca, che ebbe successo nel Paese d'adozione, dove era definito il "Frank Sinatra del Wörthersee".
Nel corso della sua carriera, pubblicò una decina di album e duettò con artisti quali lo stesso Frank Sinatra, Sammy Davis Jr. e Dean Martin. Tra i suoi brani più noti, figurano Bimba, bimba, Ciao, amici, ciao, e A Wiener Bua.
A Franco Andolfo è dedicata una piazza a Velden am Wörther See.

## Biografia
Franco Andolfo nasce a Este, in provincia di Padova, il 7 luglio 1938.
All'età di sei anni si dedica allo studio della fisarmonica e a undici anni, compone la sua prima canzone.
Dopo il diploma, ottiene assieme al suo gruppo musicale, i Cuban Boys, un ingaggio  in un locale della vicina località termale di Abano Terme, dopodiché, a partire dalla metà degli anni cinquanta, inizia ad esibirsi all'estero, tra Libano, Austria, Germania, Svizzera e Paesi Bassi.  Nel frattempo, incide a Monaco di Baviera, il suo primo singolo, intitolato Bimba, bimba.
In seguito, nel 1966 viene ingaggiato dall'Eden Bar di Vienna e a partire dalll'anno successivo inizia una ventennale carriera come cantante nel bar del castello di Velden.
Nel 1971, pubblica il singolo Für dich zu leben. e l'anno seguente, pubblica il suo primo album, intitolato Una festa musicale, al quale fa seguito nel 1976 l'album Oympiade.
A partire dall'inizio degli anni ottanta e fino alla fine degli anni novanta, si esibisce al Teatro dell'Opera di Vienna. Nel frattampo, nel 1982, ottiene la cittadinanza austriaca.
Nel corso negli anni novanta, dopo aver aperto un locale presso il casinò di Velden, compone le musiche di film e serie televisive quali Ein Schloß am Wörthersee, Lex Minister, Ein Richter zum Küssen e Drei im fremden Kissen. Sempre nel corso degli anni novanta, tra il 1991 e il 1993, si esibisce negli Stati Uniti d'America, tra Las Vegas e New York.
Nel 2001, è vittima di un attacco cardiaco, che lo costringe a ritirarsi parzialmente dell'attività di cantante. Sei anni dopo, fa un breve ritorno nella sua città natale, dove si esibisce in concerto.
Nel 2011, sposa la sua compagna Claudia e viene insignito del Goldenes Verdienstzeichen des Landes Wien. Muore a Vienna il 23 luglio 2012 all'età di 74 anni.

## Discografia  parziale

### Album
- 1972 – Una festa musicale con Franco Andolfo
- 1976 – Olympiade
- 1977 – Ciao, amici, ciao
- 1978 – Franco Andolfo
- 1980 – Amore scusami
- 1983 – Le più belle melodie
- 1992 – Hello Vienna
- 2000 – Sterne (Golf Park Hotel Velden Wörthersee)
- 2000 – Meine grössten Erfolge
- 2002 – La mia Ferrari

## Filmografia

### Compositore
- Lex Minister, regia di Peter Patzak (1990)
- Ein Schloß am Wörthersee – serie TV (1990-1993)
- Ein Richter zum Küssen , regia di Otto Retzer – film TV (1995)
- Drei im fremden Kissen , regia di Otto Retzer – film TV (1995)

## Premi e nomination (lista parziale)

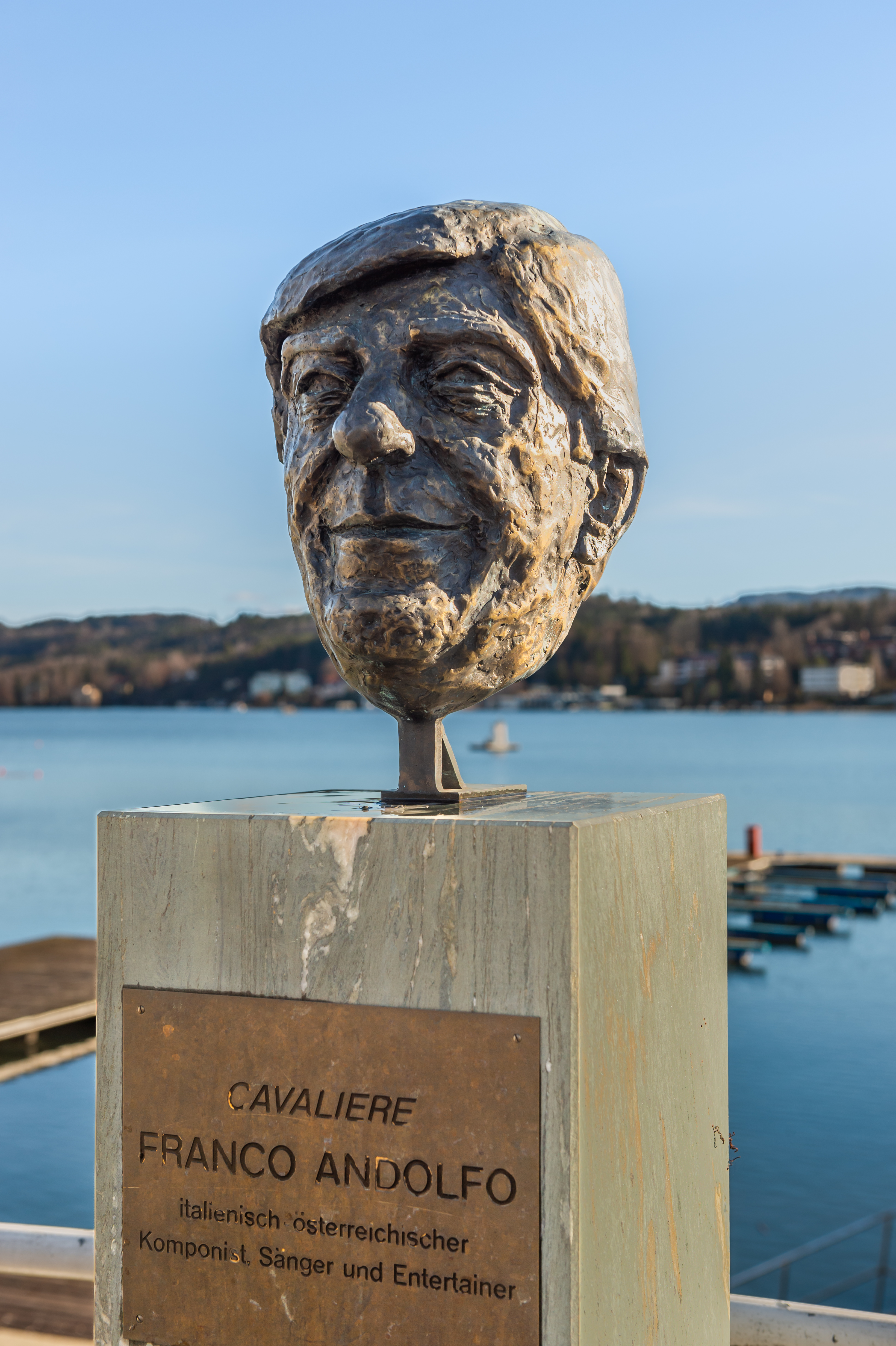
Busto di Franco Andolfo sul lungolago di Velden

- Großes Goldenes Ehrenzeichen  del Land della Carinzia
- 2003: Kärnten Award come compositore
- 2011: Goldenes Verdienstzeichen des Landes Wien